# Знаменитая скачущая лягушка из Калавераса
«Знаменитая скачущая лягушка из Калавераса» (англ. The Celebrated Jumping Frog of Calaveras County) — юмористический рассказ Марка Твена, написанный в 1865 году и принёсший начинающему литератору первый большой успех. Произведение было опубликовано в газете Saturday Press, затем перепечатано многими изданиями США; в 1867 году оно вошло в одноимённый сборник, включавший более двадцати новелл Марка Твена.

## Сюжет
Рассказ представляет собой монолог жителя рудничного посёлка Энджелс Кемп Саймона Уилера, который вспоминает об одном из местных чудаков по имени Смайли. Больше всего на свете тот любил заключать пари; поводом к спору могли быть конские скачки, драка уличных собак, кошек или петухов, даже появление птиц на заборе — кто из них раньше улетит.
У Смайли была кобыла, которая часто болела. Однако во время лошадиных забегов ей передавался азарт хозяина, и она нередко обходила фаворитов, добывая призы. Точно так же вёл себя принадлежавший Смайли бульдог: этот тщедушный с виду пёс на глазах менялся, если видел, что на кон ставятся деньги.
Однажды Смайли решил пополнить свой домашний зоопарк лягушкой по имени Дэниел Уэбстер. В течение трёх месяцев он занимался её воспитанием: учил переворачиваться в воздухе, ловить мух, прыгать в длину. Лягушка была его гордостью; привозя её в город, хозяин прямо на улицах заключал пари, затем демонстрировал удивительные навыки своего земноводного и всегда выигрывал.
Неувязка произошла, когда в посёлке появился новичок. Увидев лягушку в клетке, он затеял разговор со Смайли, который не мог упустить случая и поставил сорок долларов на то, что его питомица сумеет обскакать любую лягушку в Калаверасе. Незнакомца устроили условия спора; дело, однако, осложнялось отсутствием конкурентки. Тогда Смайли, доверив клетку гостю, побежал на болото, чтобы поймать вторую — недрессированную — лягушку. За время его отсутствия незнакомец раскрыл Даниэлу Уэбстеру рот и набил его перепелиной дробью.
Когда началось состязание, выяснилось, что подопечная Смайли не может сдвинуться с места. Её болотная соперница легко выиграла забег, незнакомец забрал сорок долларов, а озадаченный любитель пари приподнял свою ученицу и обнаружил, что она весит не менее пяти фунтов. Поняв, что его обвели вокруг пальца, герой бросился догонять неизвестного, но тот уже исчез.

## История создания. Отзывы
По словам литератора Уильяма Гиллиса, его брат Стив, работавший мастером наборного цеха, был очень дружен с Марком Твеном. В один из дней Стив ввязался в драку, случившую в салуне на Говард-стрит (Сан-Франциско). Когда его арестовали, Марк Твен попросил отпустить товарища, отдав в качестве залога пятьсот долларов. Поскольку результат расследования грозил неприятностями не только драчуну, но и его поручителю, Стив предложил другу отправиться к своим братьям на Ослиный Холм, пообещав, что в той местности он услышит много историй, которые пригодятся ему как журналисту и писателю. Уильям Гиллис, в доме которого Твен прожил почти пять месяцев, впоследствии вспоминал:
За это время он почти не покидал Ослиный Холм, если не считать короткой отлучки в Энджелс Кемп, округ Калаверас, где он собрал материал для «Скачущей лягушки» и «Налегке». <…> С публикации этих рассказов началась карьера Марка Твена как писателя-юмориста.
История про замечательную лягушку была известна всем жителям Дальнего Запада: её не раз публиковали провинциальные газеты как забавный анекдот из жизни людей фронтира. При записи её очередного варианта Твен «постарался сохранить тональность такой, какой она была в устном изложении». Превратив народную байку в рассказ, Твен не только напечатал его (рекомендацию автору-дебютанту дал писатель Артемус Уорд), но и начал практиковать «юмористические чтения» вслух, имевшие большой успех у зрителей. В одном из писем жене Твен сообщал, что во время очередной лекции «зал был набит битком», а чтение «Скачущей лягушки» сопровождалось таким «взрывом восторга», что автору пришлось несколько раз произносить одни и те же куски текста.
Свидетельством популярности рассказа были и весьма порой неожиданные отклики в прессе. Так, переводчик Александр Ливергант опубликовал часть рецензии на «Приключения Гекльберри Финна»; критики встретили этот роман поначалу недружелюбно и противопоставили ему один из ранних рассказов писателя, отметив, что «через сто лет Твена будут помнить только по „Знаменитой скачущей лягушке“».

## Художественные особенности
Если в фольклорных вариациях сюжет истории про лягушку в основном строился вокруг соревнования, в котором пройдоха-новичок одержал верх над Смайли, то в рассказе Марка Твена воспроизводится «красочная атмосфера быта и нравов переселенцев». Позволив местному жителю Саймону Уилеру выступать в роли «народного рассказчика», писатель даёт понять, что этот свидетель заслуживает доверия. Уилер ведёт повествование совершенно бесстрастно; его монолог лишён эмоций, он никого не пытается рассмешить специально. Но именно «мнимая авторская серьёзность» задаёт тон рассказу и заставляет читателей и слушателей «смеяться до слёз».
Доверие первых читателей к рассказу и автору вызвало и включение в текст разговорных слов и выражений, отсутствие того «изысканного глубокомыслия», которое было непонятно жителям фронтира. Старателям и переселенцам легче было поверить в абсурдную, неправдоподобную историю, рассказанную понятным языком, чем в «возвышенное художественное повествование».
Здесь чуть ли не каждое слово выдаёт человека с фронтира, у которого особые понятия о правдоподобном и невероятном, — ни за что не разобрать, где кончается одно и начинается другое. Ведь на фронтире чего не случается, каких только не встретишь чудаков и одержимых, фантазёров и упрямцев!
Заявленное в «Скачущей лягушке» умение «двумя-тремя штрихами обрисовать не просто потешную ситуацию, а целый жизненный уклад» стало фирменным почерком Твена; в основе его юмористического колорита — «гротеск и вольный смех».

## Влияние
История о Смайли и его воспитаннице послужила поводом для организации «лягушачьих скачек», которые проводятся в Энджелс Кемп с 1928 года. В программе соревнований — не только состязание земноводных, но и чтение рассказа Марка Твена «Знаменитая скачущая лягушка из Калавераса». Мероприятие ежегодно собирает до 35 000 зрителей; приз победителю составляет 5000 долларов. Преемницей «литературной лягушки» является Роззи — рекордсменка, совершившая в середине 1980-х годов «тройной шестиметровый прыжок».
По словам журналиста газеты «Русский базар» Семёна Бурды, изображение лягушки, ставшей символом Калавераса, нанесено на товары и сувениры, продаваемые в Энджелс Кемп; кроме того, героиня Марка Твена представлена на логотипе ассоциации местных виноделов.